# Kiểm tra độ sụt bê tông
Trong xây dựng và dân dụng, kiểm tra độ sụt bê tông (hoặc đơn giản kiểm tra độ sụt) là công tác được kiểm tra tại công trường hoặc tại phòng thí nghiệm thường xác định và thước đo độ cứng, độ đặc chắc của mẫu bê tông trước khi bảo dưỡng.
Về mặt bản chất, kiểm tra độ sụt là phương thức kiểm soát chất lượng. Đối với mẻ trộn cụ thể độ sụt phải đảm bảo tính nhất quán. Sự thay đổi chiều cao độ sụt biểu thị sự thay đổi không mong muốn trong tỷ lệ thành phần hỗn hợp bê tông và tỷ lệ thành hỗn hợp sau đó được điều chỉnh để đảm bảo mẻ trộn bê tông tính nhất quan. Tính đồng nhất này đảm bảo nâng cao chất lượng và tính toàn vẹn của kết cấu ninh kết của bê tông.

## Về mặt lịch sử
Không xác định được chính xác thời gian thử độ sụt lần đầu tiên diễn ra vào năm nào. Một trong những tài liệu đầu tiên sử dụng và nghiên cứu về bê tông vào thời Đế chế Roman. Vitruvius kiến trúc sư đã đề cập vấn đề độ sụt trong cuốn sách của ông ta De Architectura tính tăng cường cường độ bê tông cho mẻ trộn với vật liệu khác theo tỷ lệ nhất định. Vitruvius cũng đề cập quá trình đầm chặt trong khi chuẩn bị hỗn hợp bê tông.
Sau này, do sự phát triển của khoa học tiên tiến thường dùng "tính tỷ lệ hóa" hỗn hợp ximăng và vào thập niên 1820 Xi măng Portland chất lượng tốt được phát hiện bởi một nhà sản xuất xi măng Anh Joseph Aspdin. 
Sự thay đổi theo thành phần cấp phối khác nhau của bê tông cho phép nhà sản xuất điều chỉnh cường độ bê tông để đạt được chất lượng tốt nhất theo chức năng chỉ định.Với công năng sử dụng bê tông tăng, tỷ lệ thành phần cấp phối được phát triển và quá trình kiểm tra, đo lường chuyên nghiệp nhất quán của bê tông là cần thiết. Do vậy phương pháp thử độ sụt bê tông được phát triển và đưa vào tiêu chuẩn trên toàn thế giới.

## Khái niệm
"Độ sụt" đơn giản là một thuật ngữ để mô tả độ cứng hỗn hợp bê tông như thế nào, hơn là sử dụng sự mô tả chung chung như "tính ẩm ướt" hay "tính lỏng". Chiều cao của hỗn hợp bê tông sau khi được được đổ trong nón sụt giảm khác nhau từ một trong những mẫu khác. Mẫu với chiều cao thấp hơn chủ yếu được sử dụng trong xây dựng, với các mẫu có độ sụt cao thường được sử dụng để xây dựng đường vỉa hè.

## Mục đích
Mục đích của thử nghiệm là để đo lường sự đồng nhất của bê tông. Nhiều yếu tố được tính đến khi thỏa mãn các yêu cầu cụ thể của cường độ bê tông, và để đảm bảo rằng một hỗn hợp đồng nhất xi măng đang được sử dụng trong quá trình xây dựng.Các thử nghiệm cũng xác định thêm khả năng ""dễ thi công"" của bê tông, mà cung cấp một quy mô về cách dễ dàng vận chuyển, đầm chặt, và bảo dưỡng bê tông.Các kỹ sư sử dụng kết quả để sau đó làm thay đổi cấp phối bê tông bằng cách điều chỉnh tỷ lệ xi măng-nước hoặc thêm phụ gia hóa dẻo để tăng độ sụt của hỗn hợp bê tông.

## Phương pháp thực hiện
Việc kiểm tra độ sụt bê tông chứng tỏ nhiều tiến bộ công nghệ, và một số nước thậm chí thực hiện các thí nghiệm sử dụng máy móc tự động. Tính đơn giản hóa, nhìn chung được chấp nhận phương pháp thực hiện các thí nghiệm như sau:

### Thiết bị kiểm tra
- Mâm phẳng đủ rộng
- Bay xoa gạt phẳng hỗn hợp
- Que thép tròn để đầm
- Nón sụt(hay nón Abraham)
- Thước thép
- Bê tông (Ximăng, nước, cát & cốt liệu).

### Các bước tiến hành
1. Đặt chảo trộn trên sàn nhà và làm ẩm nó với một số nước. Hãy chắc chắn rằng đó là ẩm ướt nhưng không có nước tự do đọng lại.
2. Giữ vững hình nón sụt giảm tại chỗ bằng cách sử dụng 2 chân giữ.
3. Chèn hỗn hợp bê tông vào một phần ba hình nón. Sau đó, đầm chặt mỗi lớp 25 lần bằng cách sử dụng các thanh thép trong một chuyển động tròn, và đảm bảo không để khuấy.
4. Thêm hỗn hợp cụ thể hơn để đánh dấu hai phần ba. Lặp lại 25 lần nén cho một lần nữa. Đầm chặt vừa vào lớp trước bê tông.
5. Chèn hỗn hợp bê tông sao cho đầy nón sụt có thể đầy hơn, sau đó lặp lại quá trình đầm 25 lần.(Nếu hỗn hợp bê tông không đủ để đầm nén, dừng lại, thêm tiếp hỗn hợp và tiếp đầm chặt như trước).
6. Gạt bỏ hỗn hợp bê tông thừa ở phần trên mở của hình nón sụt bằng cách sử dụng que đầm thép trong một chuyển động quanh cho đến khi bề mặt phẳng.
7. Từ từ tháo bỏ nón sụt bằng nâng nó theo chiều dọc trong thời gian (10giây + / - 2 giây), và đảm bảo rằng mẫu bê tông không di chuyển.
8. Đợi cho hỗn hợp bê tông sụt.
9. Sau khi bê tông ổn định, đo sự sụt giảm theo chiều cao bằng cách chuyển hình nón ngược sụt xuống đặt bên cạnh các mẫu, đặt que thép nén trên nón sụt giảm và đo khoảng cách từ thanh đến tâm di dời ban đầu.

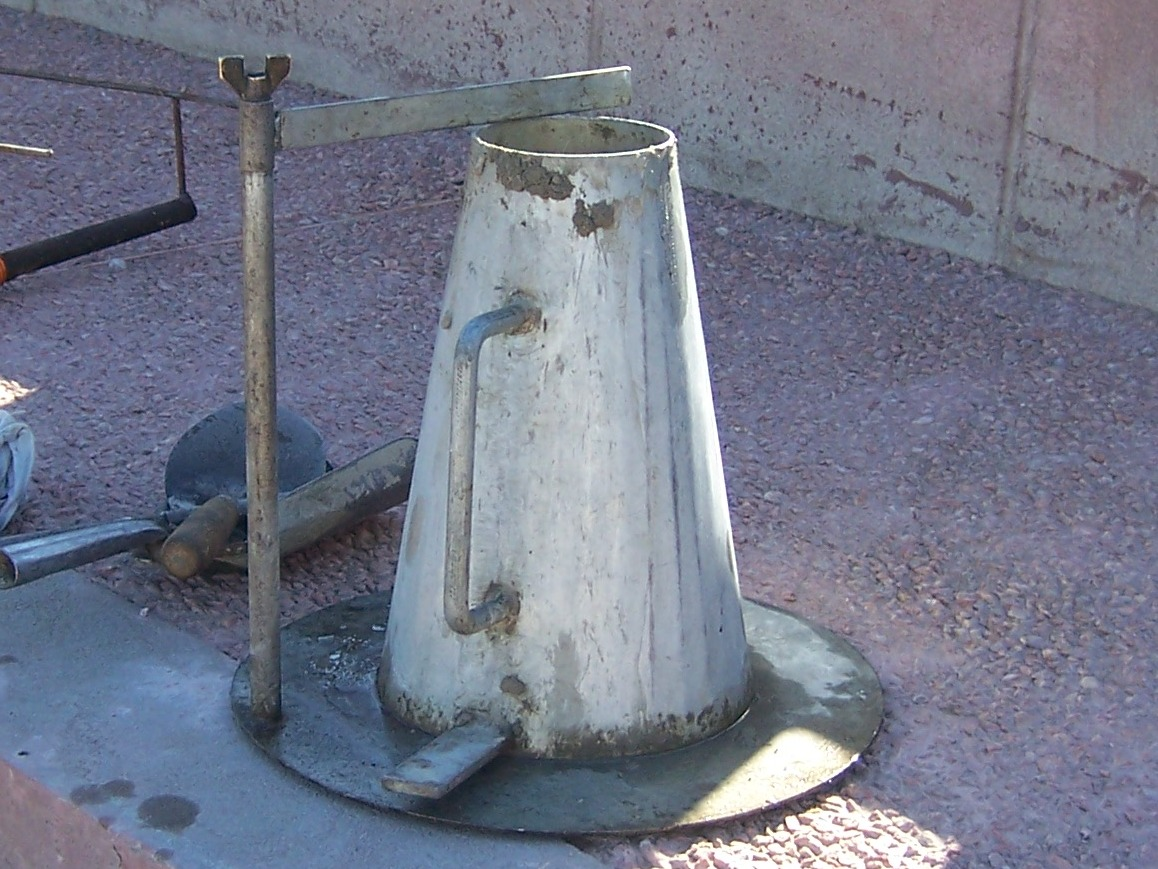
Nón sụt
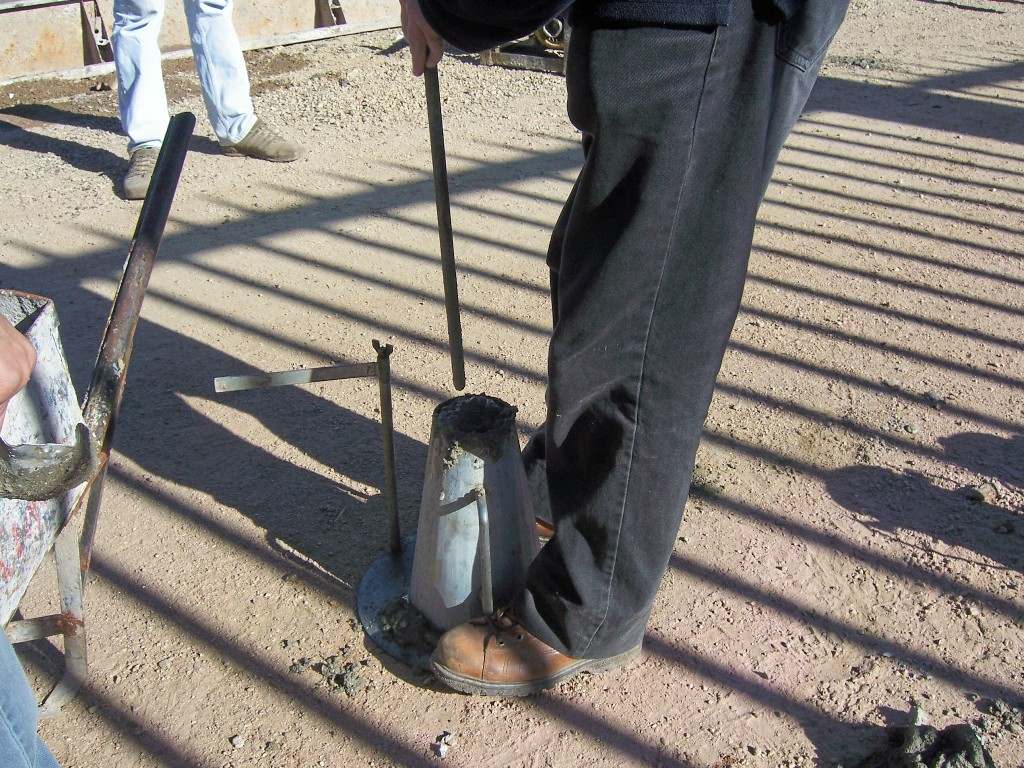
Quá trình đầm
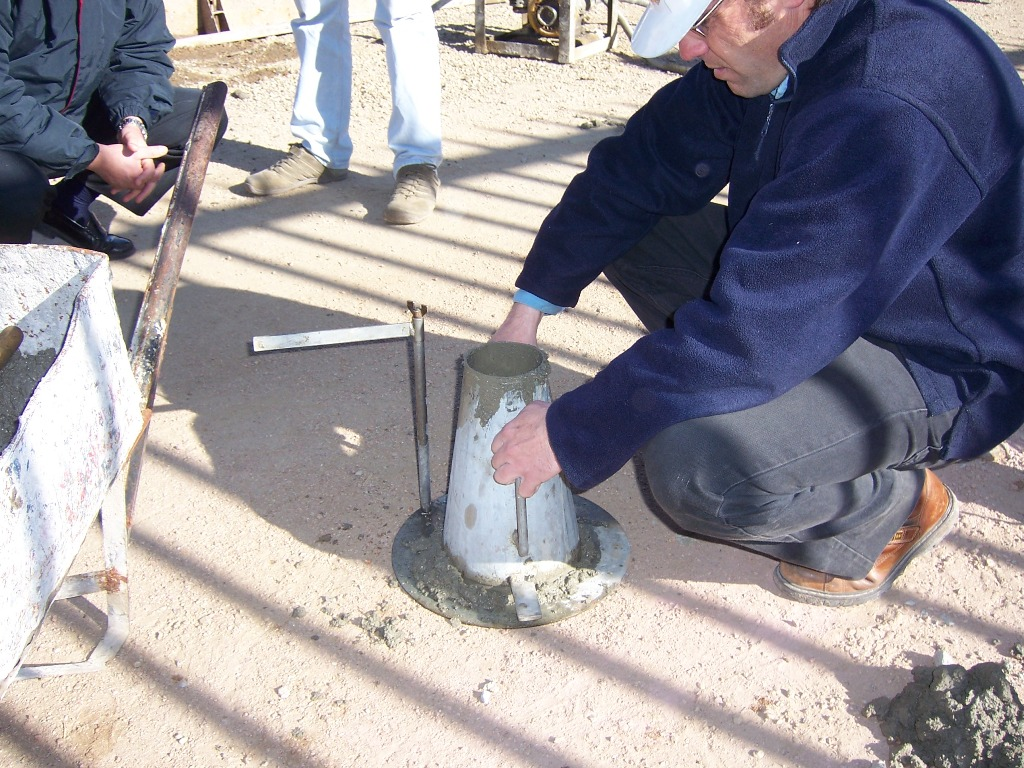
Tháo côn hình nón
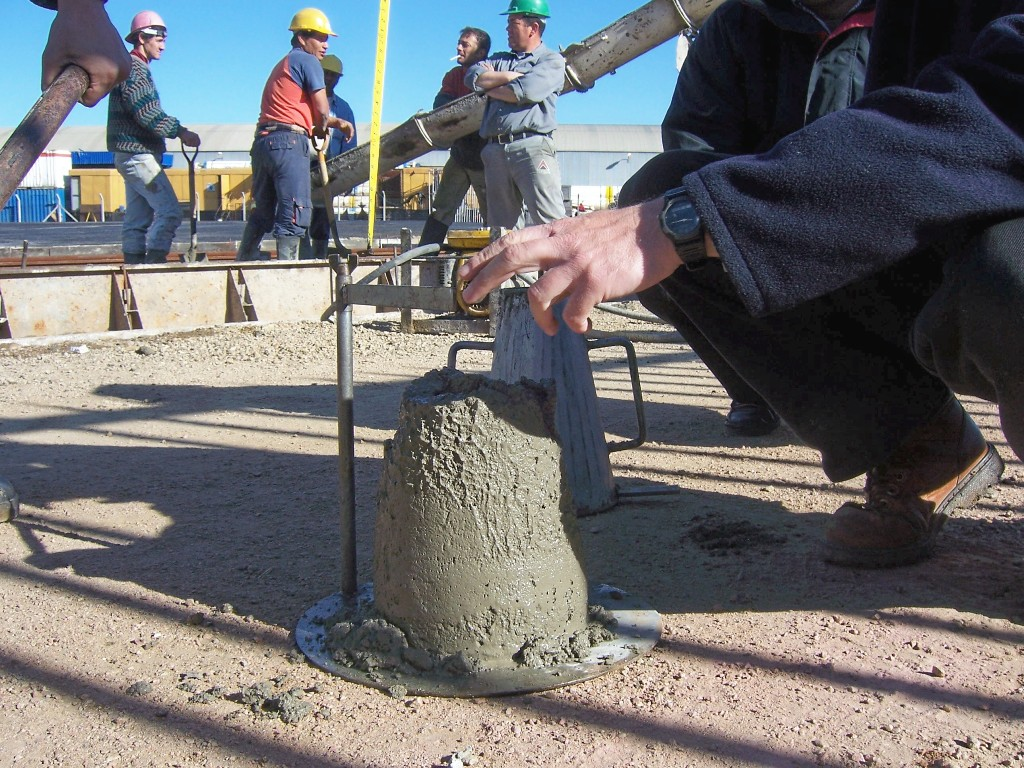
Đo chiều cao độ sụt

## Sự khác nhau ở các quốc gia
Theo Tiêu chuẩn xây dựng và kiểm định thế giới, công tác kiểm tra độ sụt của bê tông là cần thiết để đảm bảo sử dụng quy định của xi măng trong xây dựng. Kiểm tra độ sụt được dựa vào nhiều kiểm định và tiêu chuẩn xây dựng cùng sự khác nhau không đáng kể trong chi tiết thực hiện kiểm tra.

### Hoa Kỳ
Tại Hoa Kỳ, khi kiểm tra độ sụt bê tông các kỹ sư thường sử dụng các tiêu chuẩn kỹ thuật ASTM và AASHTO làm tài liệu để kiểm tra. Các tiêu chuẩn của Hoa Kỳ thường chỉ định cụ thể nón sụt giả phải có chiều cao là 12-in(30,48 cm), có đường kính dưới cùng là 8-in(20,32 cm) và đường kính trên là 4-in (10,16 cm). Các tiêu chuẩn ASTM cũng chỉ định cụ thể quá trình tháo nón sụt, cần nâng lên theo chiều dọc, mà không được quay tròn nón sụt trong quá trình tháo bỏ khỏi khuôn .
Sự kiểm tra độ sụt được xem như là "Tiêu chuẩn phương pháp thử cho việc thử độ sụt của hỗn hợp vữa xi măng và cùng với tiêu chuẩn (ASTM C 143)hay (AASHTO T 119).

### Vương Quốc Anh & châu Âu
Tại Anh Quốc tiêu chuẩn chỉ định nón sụt có chiều cao là 300mm, đường kính đáy dưới của nón sụt là 200mm, đường kính trên cùng là 100mm. Tiêu chuẩn Anh không yêu cầu cụ thể cách tháo bỏ nón sụt mà chỉ yêu cầu nón sụt nên lên theo chiều dọc. Công tác kiểm tra trong tiêu chuẩn Anh trước đây thường dùng BS 1881-102)và hiện nay sử dụng tiêu chuẩn hiện hành của châu Âu (BS EN 12350-2)thay thế tiêu chuẩn cũ..

### Việt Nam
TCVN 3106 1993 Hỗn hợp bê tông nặng. Phương pháp thử độ sụt,
TCVN 3105 1993 Hỗn hợp bê tông nặng và bêtông nặng. Lấy mẫu, chế tạo và bảo dưỡng mẫu thử

## Phương pháp kiểm tra khác
Có rất nhiều kiểm nghiệm để đánh giá bê tông: một kiểm nghiệm tương tự là Kiểm tra độ sụt-K (ASTM C 1362).
Các kiểm định khác đánh giá độ đồng nhất bê tông là Kiểm nghiệm nhân tố độ chặt Anh quốc (BS EN 12350-4), Đồng nhất kế Vebe để đo độ chặt bê tông trong máy trộn (ASTM C 1170), và Bảng kiểm định chảy Đức (DIN 1048-1).